# Tommi Piper
Thomas Piper, detto Tommi (Berlino, 19 marzo 1941), è un attore, doppiatore e cantante tedesco.

## Biografia
È figlio d'arte dell'attore Heinz Piper; prese parte a trasmissioni radiofoniche per la NWDR già nel 1952 e apparve per la prima volta davanti alla telecamera nel 1955. 
Dal 1959 al 1961 studiò grafica commerciale alla Master School for Fashion di Amburgo, ma in seguito continuò a dedicarsi alla recitazione. 
Tra la fine degli anni '60 e gli anni '70, Piper registrò diversi dischi.
È stato il cantante della band Krautrock Amon Düül.

## Filmografia

### Cinema
- Zwei wie wir... und die Eltern wissen von nichts - regia di Karl Hamrun (1966)
- Die Faust in der Tasche - regia di Max Willutzki (1978)
- Warum die UFOs unseren Salat klauen - regia di Hansjürgen Pohland (1980)
- Is was, Kanzler? - regia di Gerhard Schmidt (1984)
- Marie Ward – Zwischen Galgen und Glorie - regia di Angelika Weber (1985)

### Televisione
- Polizeifunk ruft - serie TV (1969)
- Der Kommisar - serie TV (1970-1974)
- Graf Yoster gibt sich die Ehre - serie TV (1974)
- L'ispettore Derrick (Derrick) - serie TV (1978-1987)
- Lucia la terribile (Lucie, postrach ulice) - serie TV (1980)
- Zeit genug - serie TV (1982)
- Schwarz Rot Gold - serie TV (1982)
- Die Rückkehr der Träume - regia di Renke Korn  - film TV (1983)
- Matt in 13 Zügen - serie TV (1983)
- Die Krimistunde - serie TV (1987)
- Il commissario Köster (Der Alte) (5 episodi) (1987-1991)
- Dr. Stefan Frank - Der Arzt, dem die Frauen vertrauen - serie TV (1 episodio) (1995)
- 14º Distretto (Großstadtrevier) - serie TV (1996)
- Im Namen des Gesetzes - serie TV (1996)
- La casa del guardaboschi (Forsthaus Falkenau) - serie TV (2010)
- Aktenzeichen XY … ungelöst - serie TV (4 episodi) (2011-2024)
- Fluch des Falken - serie TV (64 episodi) (2011-2012)

## Doppiaggio
- Nick Nolte in 48 ore, Warrior, La regola del silenzio - The Company You Keep, A spasso nel bosco, Run All Night - Una notte per sopravvivere, Padre
- Harvey Fierstein in Amici, complici, amanti, Mrs. Doubtfire - Mammo per sempre, Pallottole su Broadway, Independence Day, Kull il conquistatore, Duplex - Un appartamento per tre
- George Takei in Rotta verso la Terra, Star Trek V - L'ultima frontiera
- Sting in Dune
- Paul McCrane in RoboCop
- Robert Englund in Nightmare 3 - I guerrieri del sogno
- Alf in ALF
- Blake Clark in Quell'uragano di papà
- Mr. Floppy in E vissero infelici per sempre

### Animazione
- Scooby-Doo in Scooby-Doo
- Alf in ALF
- Tony Ciccione in I Simpson
- Yao in Mulan, Mulan II
- Cosa in I Fantastici Quattro
- Zurg in Toy Story 2 - Woody e Buzz alla riscossa
- Rusty in Mucche alla riscossa
- Scruffy Scruffington, Mordicchio, Testa di George Takei e Testa di Richard Nixon in Futurama
- Cane-Tempesta in One Piece

### Videogiochi
- Manny Calavera in Grim Fandango

## Discografia

### Album in studio
- Entertainer (Ariola 27 128 IU) (1976)
- Ohne Sprechen (Teldec 6.25452) (1983)
- Tommi Piper singt Alf – Alles Paradiso! (Polydor LP 839 433-1, CD 839 433-2) (1989)
- Alf – Jetzt sing' ich! (Polystar LP 849 069-1, CD 849 069-2) (1991)
- Der Straßenmörder (Sprecher im Krimi von Daniel Himmelberger) (Audio Media Verlag GmbH, CD) (2011)
- Inspektor Barney - Tatort Hühnerstall (von Doreen Cronin) (Der Audio Verlag) (2013)

### Singoli
- Und sag Adios / Du Stellst jede in den Schatten (Polydor 53 137) (1969)
- So Knall und Fall / Stop It Girl (Polydor 2041 007) (1970)
- Tränen trocknen schnell im Sonnenschein / Keiner kann an Dir vorübergehn (Polydor 2041 052) (1970)
- Michigan River / 1000 Meilen weit (Ariola 10 247) (1971)
- Jesahel / So ist das Leben (Ariola 12 101) (1972)
- Monotonek / Billy-Kid-Eye-Joe und die Jungs von der Bronx (Ariola 16 838 AT) (1976)
- Schüttelscheck / Die Zocker (mit 50 oder mehr) (Ariola 17 746) (1977)
- Der Typ mit den fettigen Haaren / Super GTI (als Piper) (Teldec 6.13760 AC) (1983)
- Houseparty (F.L.A. aka Tommi Piper) (Seven Eleven SPV 01-3746) (1988)
- Frohfest (Tommi Piper singt Alf) (Polydor 871 350-7) (1988)
- Hallo Alf, hier ist Rhonda (Tommi Piper singt Alf) (Polydor 871 610-7) (1989)
- Tujujahe (Es tut so wohl, schön faul zu sein) (Tommi Piper singt Alf) (Polydor 889 726-3) (1989)
- Alf wird unser Bundeskanzler (Tommi Piper singt Alf) (Polydor 873 236-7) (1990)